# 美国经典剧目剧团
美国经典剧目剧团（American Conservatory Theater ，缩写 A.C.T.）是加州旧金山的一家大型非营利性剧团，提供古典和当代戏剧作品，并开设表演学校。

## 历史
美国经典剧目剧团于1965年在匹兹堡成立，由匹兹堡剧场（Pittsburgh Playhouse）和卡内基·梅隆大学协助戏剧和歌剧导演威廉·鲍尔共同创立。应旧金山慈善家和官员的邀请，鲍尔将剧团迁至旧金山，在40周的演出季，在吉里剧院（Geary Theater）和海军陆战队纪念剧院（Marines Memorial Theatre）轮流演出27个完整的舞台剧。《旧金山纪事报》批评家佩恩·尼克博克将鲍尔的首次演出称为莫里哀的《伪君子》，取得了难以置信的胜利。
美国经典剧目剧团最初的27名成员包括勒内·奥贝若努瓦斯、彼得·多纳特、理查德·迪萨特、迈克尔·科巴特、鲁思·科巴特、保罗·谢纳、查尔斯·西伯特、肯·鲁塔和基蒂·温等人。鲍尔在1970年代中期创作的莎士比亚的《驯悍记》, 主演马克·辛格，以及罗斯坦德的《西拉诺·德·伯杰拉克》，由彼得·多纳特和玛莎·曼森主演，均由公共广播电视公司转播。
1980年代中期,鲍尔因精疲力竭，又被控财务管理不善，被迫辞去艺术总监一职。剧团的创始成员兼舞台导演爱德华·黑斯廷斯接任鲍尔，重振了公司的命运，直到吉里剧院被1989年洛马普里塔地震严重损坏。剧团继续在旧金山的不同场地进行表演，同时为修复工作奠定基础。
美国经典剧目剧团现在财务安全，业务顺利。2007年，剧团发行了一张贝托尔特·布莱希特和库尔特·魏尔的音乐剧快乐结局（Happy End）的佩洛夫版本专辑，由LucasArts工作室制作。这是这个音乐剧的第一张英语专辑。凯里·佩洛夫从1992年至2018年担任剧团的艺术总监。帕姆·麦金农从2017-2018演出季结束开始接替佩洛夫担任艺术总监。

## 剧院

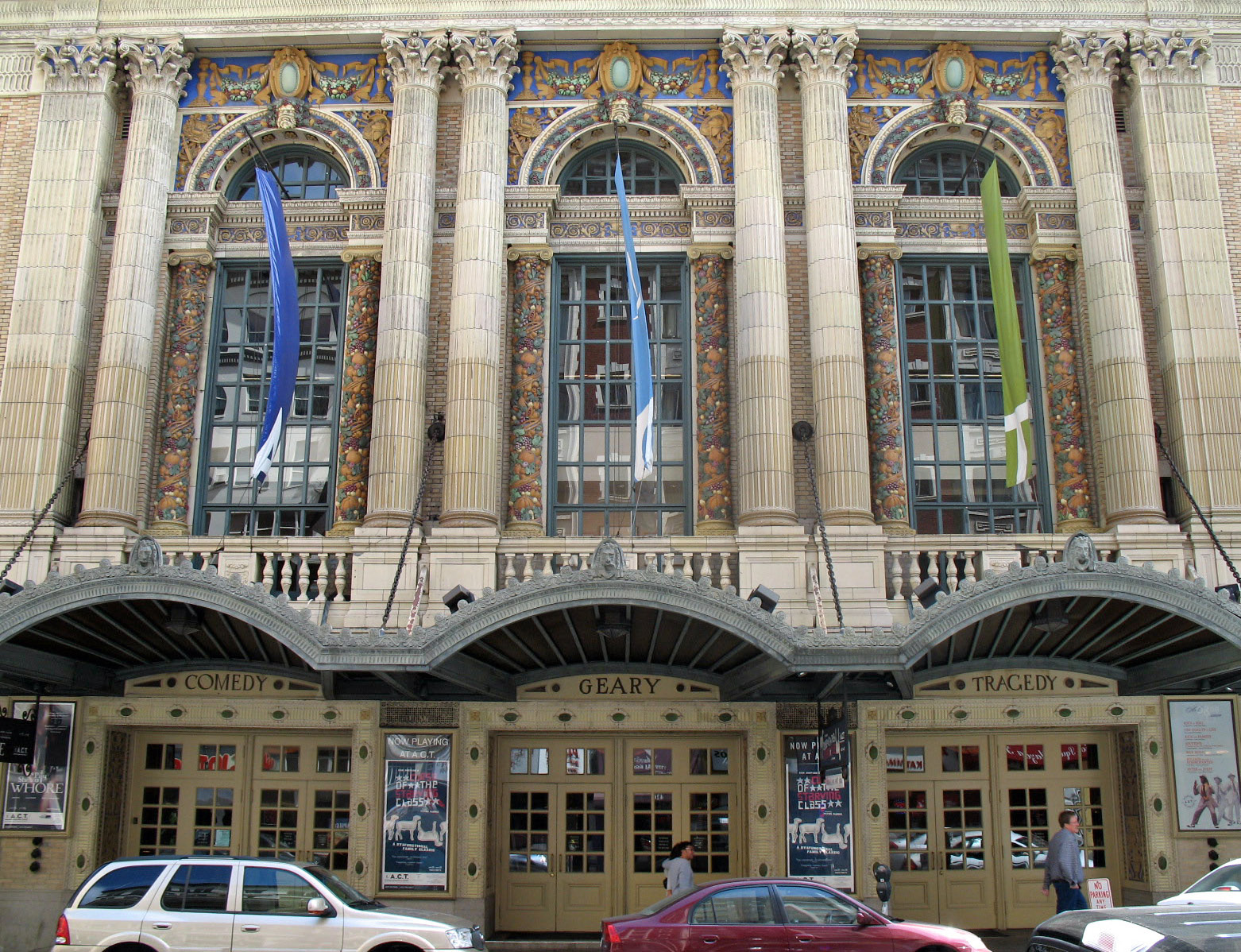

美国经典剧目剧团在旧金山的主要基地是吉里剧院，位于旧金山剧院区吉里街415号，靠近梅森街转角。它建于1910年，由布利斯和法维尔(沃尔特·布利斯和威廉·法维尔)设计，古典复兴和维多利亚晚期风格，以前曾称为哥伦比亚剧院。吉里剧院于1975年5月27日列入国家史迹名录，1976年7月11日被指定为旧金山地标。
2015年，美国经典剧目剧团在市场街1127号（在第7街和第8街之间）开设了第二个剧院,斯特兰德剧院，隔联合国广场与市政中心相对。该建筑拥有283个座位的剧院以及120个座位的活动和表演空间。剧团利用剧院举办教育研讨会、歌舞表演和特别委托的新作品。

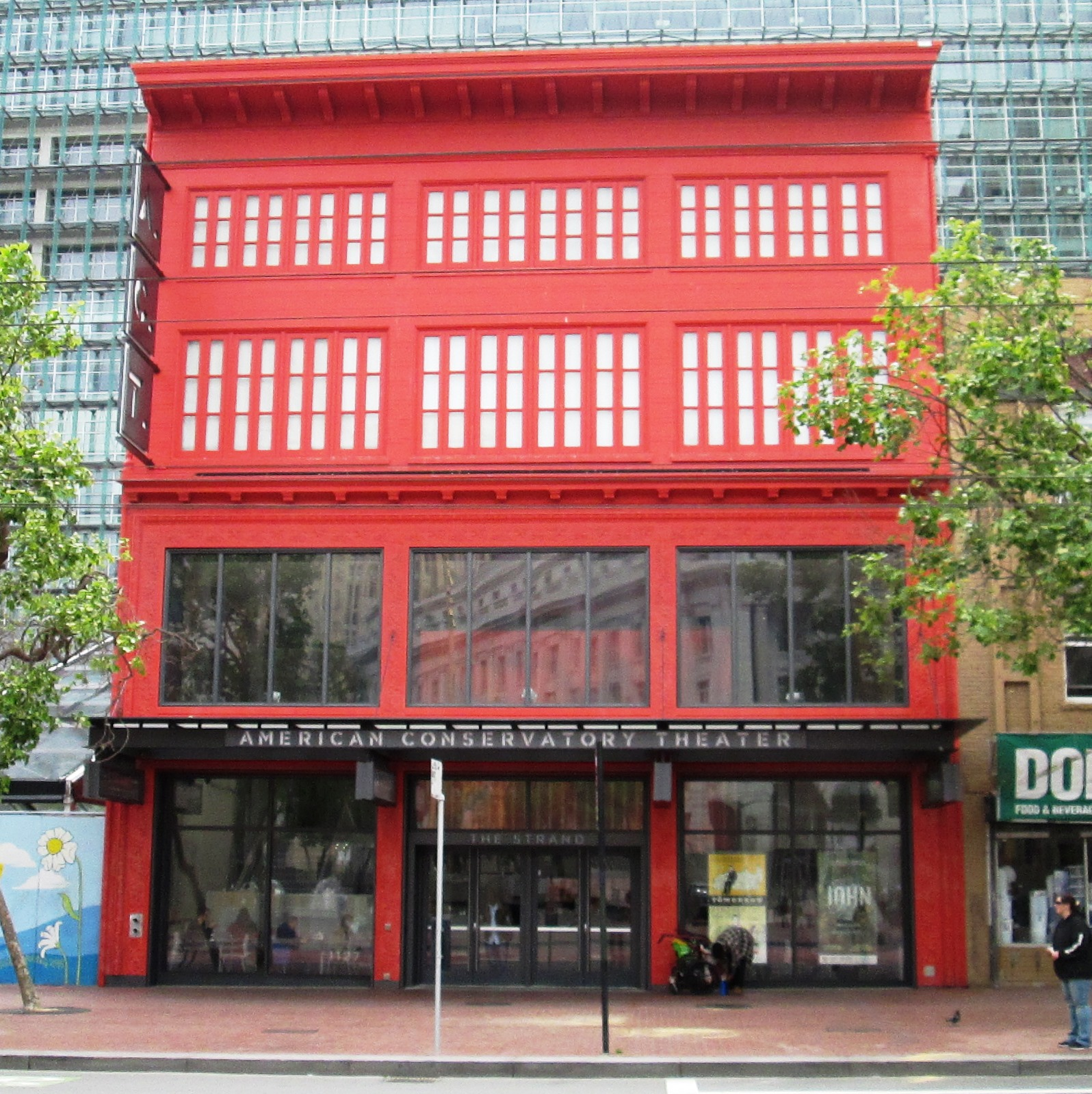
斯特兰德剧院